# Giovanni II Sanclemente
Giovanni Sanclemente e Sieri Pepoli (Trapani, c. 1510 – Trapani, c. 1575) è stato un nobile e militare italiano.

## Biografia

### Origini familiari
Nacque a Trapani all'inizio del XVI secolo in seno ad una delle più illustri famiglie della città, figlio di don Simone Sanclemente a Mannina, regio cavaliere e barone di Inici, e di donna Francesca Sieri Pepoli e Barlotta. 
I suoi nonni paterni furono il nobile Giovanni Sanclemente e la nobildonna Bartolomea Mannina, figlia del nobile Simone Mannina; quelli materni don Giovanni Sieri Pepoli, barone di Fontanasalsa, e donna Antonia Barlotta, figlia di don Pietro Barlotta. 
Discendeva quindi da alcune delle più cospicue famiglie dell'aristocrazia trapanese: i Sanclemente (discendenti dei Santcliment di Barcellona), i Mannina (discendenti dei Chiaramonte), i Sieri Pepoli (discendenti da un cadetto della Real Casa d'Inghilterra , in particolare da un Giovanni figlio di Alfredo il Grande) e i Barlotta.

### Carriera
Fu capitano di due galere e nel 1535 si distinse durante la conquista di Tunisi, al fianco dell'imperatore Carlo V d'Asburgo. Meritatamente ottenne un lauto stipendio e l’ufficio di capitano di giustizia. 
Di ritorno dalla vittoriosa campagna africana ospitò il sovrano nel proprio feudo di Inici. Carlo V d'Asburgo venne infatti accolto dal Sanclemente nel castello di Inici e vi dormì per una notte. 
Fu poi senatore di Trapani nel 1545-1546.
Nel 1560 partecipò alla spedizione organizzata da Filippo II di Spagna per riconquistare la città di Tripoli prendendo parte alla Battaglia di Gerba. L'anno successivo fu mandato a dar soccorso a La Goletta e Tunisi con 400 fanti al suo comando. 
Il 23 giugno 1561, essendo capitano della flotta delle galere siciliane, si scontrò, presso le isole Eolie, con l'ammiraglio ottomano Dragut. 
Nel biennio 1572-1573 ricoprì nuovamente la carica di senatore di Trapani.

## Matrimonio e figli
Sposò donna Allegranza Fardella e Sieri Pepoli, figlia di don Giovanni Antonio Fardella, barone di Fontanasalsa, e di donna Benedetta Sieripepoli. La moglie era sua prima cugina, in quanto figlia di una sorella di sua madre. La coppia ebbe due figli:
- Simone (II), che intraprese, come il padre, sia la carriera militare sia quella politica, essendo sergente maggiore della milizia nel 1566, capitano di fanteria nel 1575[5], senatore di Trapani nel 1567-1568[18] e capitano di giustizia nel 1575-1576[18].

- Francesca, che sposò Giovanni Antonio Margagliotti e in seconde nozze Ottavio Gioacchino, patrizio romano e governatore di Trapani ma, non avendo figli, fondò il monastero della Beata Vergine Maria del Santissimo Rosario sotto il titolo di sant'Andrea con il patrocinio del Senato trapanese, provvedendolo di dodici ragazze senza dote per il monacaggio[5].